# 3-乙基戊烷
3-乙基戊烷（英語：3-Ethylpentane）有时候也称为三乙基甲烷（英語：Triethylmethane）是一种支链烷烃，化学式CH(CH2CH3)3，是庚烷的同分异构体之一，主链为5个碳原子，支链为2个碳原子。
3-乙基戊烷的醇类衍生物有3-乙基-3-戊醇，是一种叔醇。